# Galerie Ecce
Galerie Ecce is een voormalige Nederlandse galerie voor kunst en vormgeving in de Witte de Withstraat nr 17A in Rotterdam, die van 1994 tot 2023 bestond als één van de culturele instellingen langs de Kunst-As. De galerie bracht werk van eigentijdse Nederlandse kunstenaars en vormgevers, en produceerde ook zelf in kleine series.

## Overzicht
Galerie Ecce is in 1994 geopend aan de Witte de Withstraat in Rotterdam in de voormalig galerie van Cokkie Snoei. De galerie is opgericht door Charles de Roo in samenwerking met twee kunstenaars, Eric en Roos Campman, en twee vormgevers. In een eigen atelier hadden zij een collectie ontwikkeld bestaande uit spiegels, salontafels, eetkamertafels, en kamerschermen. Daarnaast hadden ze een aantal bijzondere ontwerpen van derden geselecteerd.
In de jaren negentig hield galerie ECCE met enige regelmaat thema-exposities, en toonde nieuw werk van gevestigde en jonge ontwerper als Ton Haas en Gerrit Schilder. Bijzonder in die tijd waren de gemengde exposities van kunst, grafische vormgeving en interieurontwerp. waarbij de confrontaties tussen vormgeving en beeldende kunst werd opgezocht. De galerie deed met enige regelmatig deel aan kunstbeurzen, bijvoorbeeld aan Galerie'95 in de Kunsthal Rotterdam, en aan interieurbeurzen in Rotterdam Ahoy, en de Amsterdamse RAI.
Gedurende de jaren 1990 beleefde de gehele straat een opleving. Eind jaren 1990 had de galerie zijn hoogtijdagen, en betrok ook het winkelpand op 19A ernaast bij de galerie. Achterin van een trap naar een kelderverdieping, waar in die tijd alternatiever werk werd gepresenteerd. Zowel op de begane grond als in de kelderverdieping was een doorgang tussen de beide ruimtes. 
In het nieuwe millennium wordt de voortrekkersrol op het gebied van alternatieve design in Rotterdam overgenomen door de in 1999 opgerichte  Galerie Vivid. Galerie Ecce richt zich meer op de vaste en online presentatie van het eigen werk en een groep erkende vormgevers en kunstenaars. In het voorjaar van 2023 heeft galerie Ecce zijn activiteiten gestaakt, en in de zomer is de nieuwe De Galerie Rotterdam in het pand aan de Witte de Withstraat begonnen.

## Presentaties

### Exposities, een selectie
- 1995. Vormgever Ton Haas, grafisch ontwerper Erwin Slegers en beeldend kunstenaar Ewoud van Rijn.[6]
- 1995. Op reis. Met werk van Ondine de Kroon, Roel van Daal en Rob Logisters.[7]
- 1995. Remke Brouwer, sacrale elementen rondom multifunctionele stapelkasten.[13]
- 1997. Meubelontwerpen van Wolf Brinkman.[14]
- 2001. TaBa van Christiaan Thiel.[15]
- 2009. De synthese van beeldende kunst en vormgeving.[16]
- 2013. Roel van Daal, Cecil Thijs e.a.[17]

### Presentatie op kunstbeurzen, een selectie
- 1995. Galerie'95, Kunsthal Rotterdam[2][18]
- 1999. Binnenhuis, Rotterdam Ahoy.[19]

## Afbeeldingen

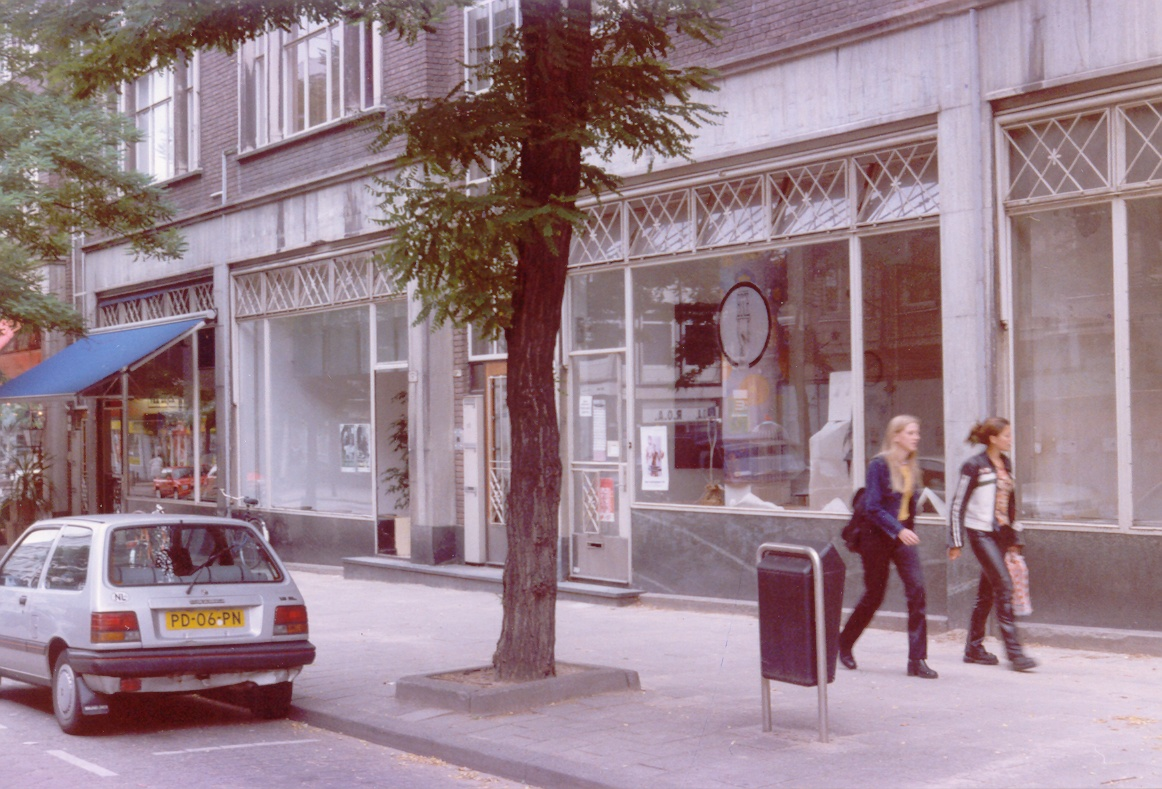
Witte de Withstraat met etalages van galerie Ecce in die tijd over twee winkelpanden, 1997
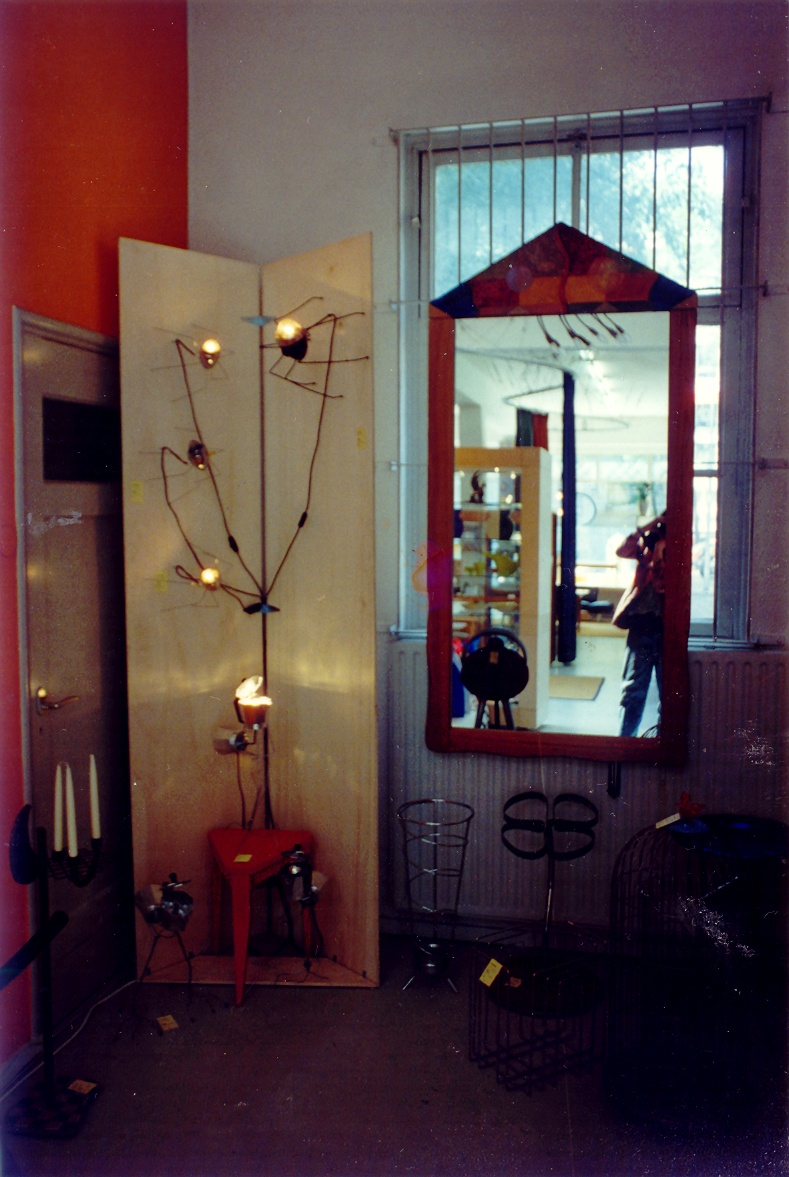
Achterraam naar Schiedamse Vesthof. In spiegel deel van galerie-interieur zichtbaar, 1997
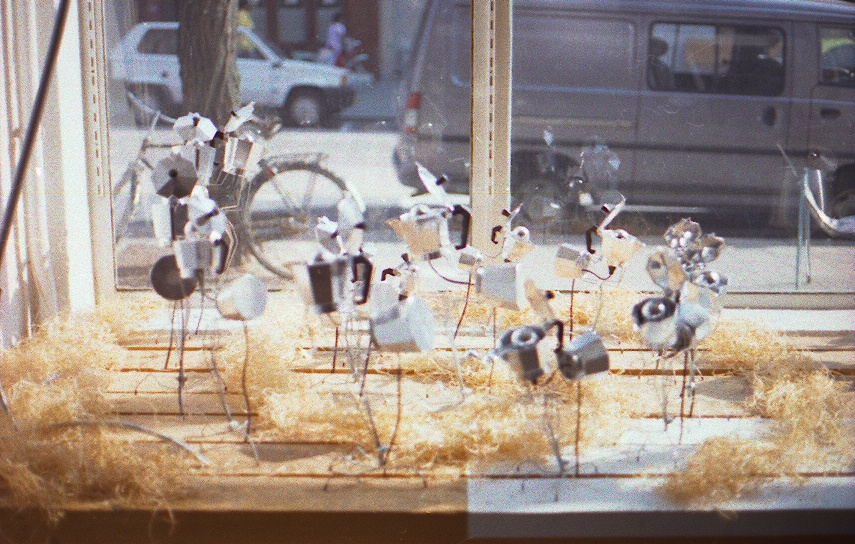
Etalage met brede ongeschuurde planken met hier Kiplampen van mokkapotten met Pasen, 1997
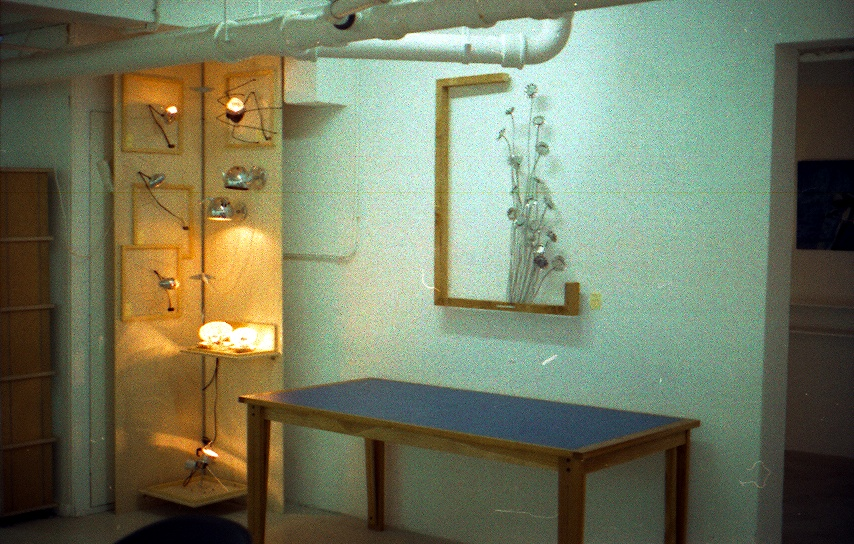
Verdere presentatieruimte in kelder, 2000
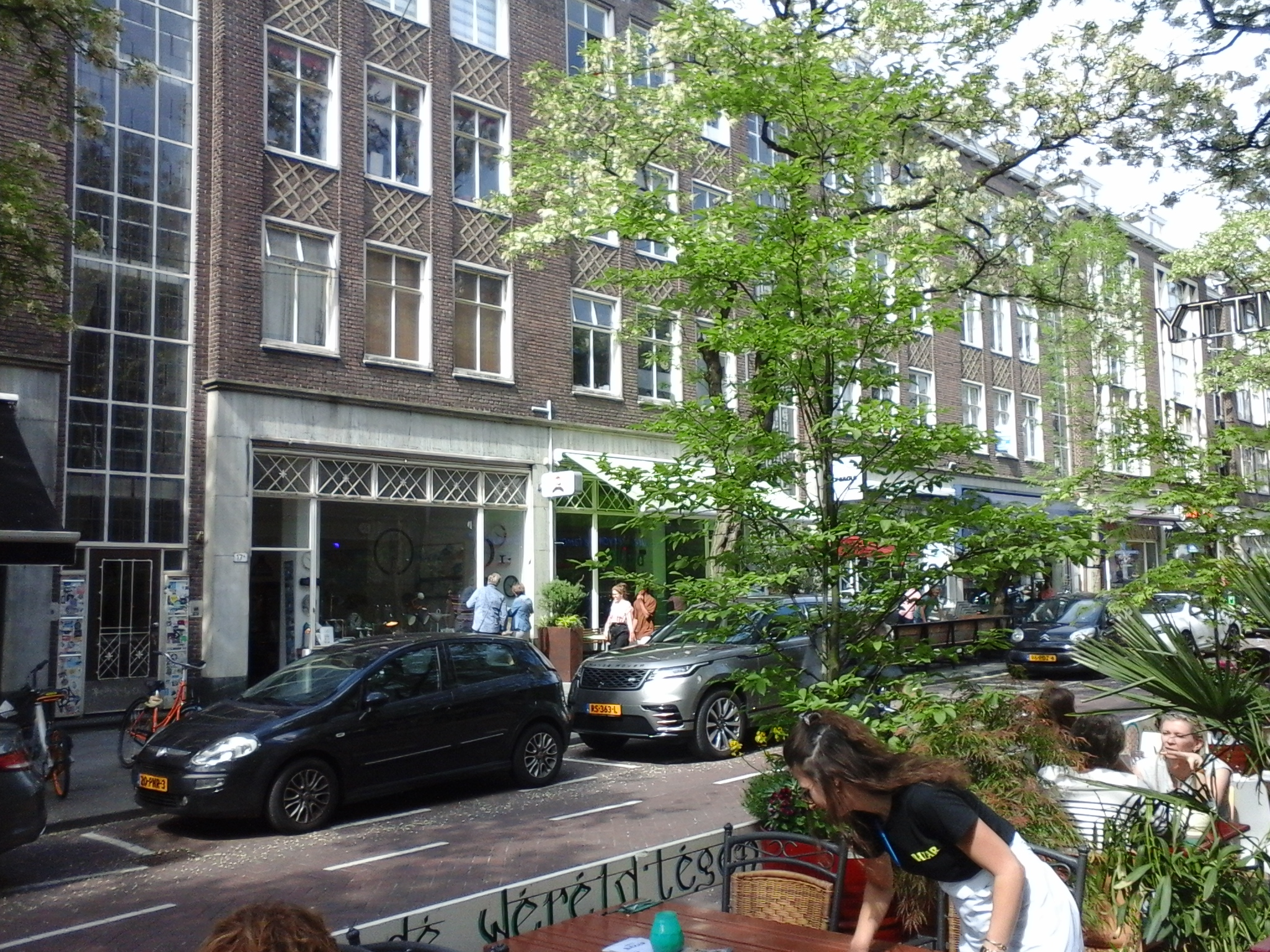
Woonblok op Witte de Withstraat met Galerie Ecce gezien vanaf terras van Restaurant - Hotel Bazar, 2018
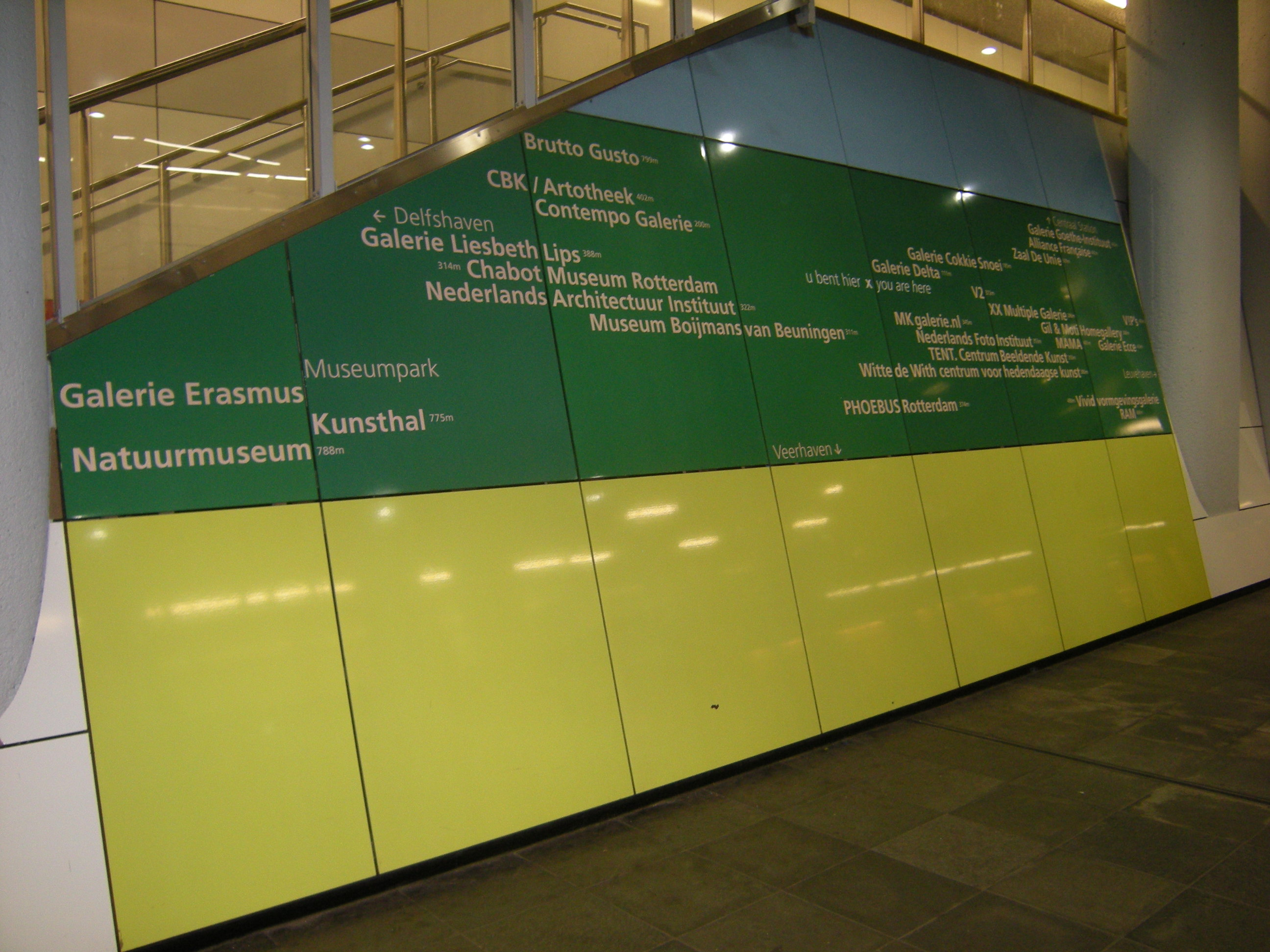
Display met Cultuur-As Rotterdam overzicht in Metrohalte Eendrachtsplein, 2010